# ルキウス・フリウス・メドゥッリヌス (紀元前474年の執政官)
ルキウス・フリウス・メドゥッリヌス（ラテン語: Lucius Furius Medullinus）は共和政ローマ初期の政治家・軍人。紀元前474年に執政官（コンスル）を務めた。

## 出自
パトリキ（貴族）であるフリウス氏族のフリウス・メドゥッリヌス家の出身である。

## 経歴

### コンスルシップ
メドゥッリヌスは紀元前474年に執政官に就任。同僚執政官はアウルス・マンリウス・ウルソであった。ローマは長年に渡りウェイイと戦争状態にあったが、前年にウェイイに侵攻、これに勝利していた（ウェイイの戦い）。両執政官のどちらがこの年の対ウェイイ戦の指揮をとるかのくじ引きが行われ、同僚のウルソが選ばれた。ウルソはウェイイに軍を進めたが、ウェイイはこれに抵抗せず、ローマと40年間の平和条約を結んだ 。平和の到来と共に、両執政官はローマの国勢調査を実施し、成人男子市民の人口は103,000とされた。

### 告訴
スプリウス・カッシウス・ウェケッリヌスが紀元前486年に提案した公有地分配法は10年以上議論されており、公有地の調査分配のための十人委員会を設置することを当時の元老院は決定していたが、この年に至るまで実現しておらず、パトリキとプレブス (平民)の争いの元となっていた。
執政官任期の切れた翌紀元前473年、メドゥッリヌスとウルソは、公有地分配を実現させるための見せしめとして、護民官グナエウス・ゲヌキウスから十人委員会を設置できなかったことを理由として告訴された。しかしながら、裁判の当日、ゲヌキウスの死体が発見され、結果として裁判は実施されなかった。

## 参考資料

### 古代の資料
- ハリカルナッソスのディオニュシオス『ローマ古代誌』
- ティトゥス・リウィウス『ローマ建国史』
- シケリアのディオドロス『歴史叢書』

### 研究書
- Broughton, T. Robert S. (1951), The American Philological Association, ed., “The Magistrates of the Roman Republic”, Philological Monographs, number XV, volume I (New York) I, 509 B.C. - 100 B.C.